# La strada per la felicità (Laura)
La strada per la felicità (Laura) è un singolo della cantante italiana Bianca Atzei, il quinto estratto dal suo primo album Bianco e nero, pubblicato il 17 giugno 2016.

## La canzone
Parlando del brano, Bianca Atzei ha detto: 
Prodotto e arrangiato da Diego Calvetti, è stato scritto da Bianca Atzei insieme a Calvetti stesso, Emiliano Cecere e Oscar Angiuli.

## Video musicale
Il videoclip del brano, pubblicato il 16 giugno 2016, è stato diretto da Gaetano Morbioli.

## Formazione
- Bianca Atzei – voce
- Lapo Consortini – chitarra elettrica, chitarra acustica
- Ronny Aglietti – basso
- Donald Renda – batteria
- Diego Calvetti – pianoforte, sintetizzatore, organo Hammond, programmazione
- Angela Tomei – violino
- Angela Savi – violino
- Claudia Rizzitelli – violino
- Natalia Kuleshova – violino
- Roberta Malavolti – violino
- Sabrina Giuliani – viola
- Valentina Rebaudengo – viola
- Elisabetta Sciotti – violoncello
- Laura Gorkoff – violoncello

## Classifiche
| Classifica (2016)         | Posizione massima |
| ------------------------- | ----------------- |
| Italia (airplay italiane) | 27                |